# Irisar
Irisar (Iris)  är ett släkte blommande växter i familjen irisväxter (Iridaceae). Släktet består av åtminstone 300 kända arter.

## Beskrivning
Vissa irisar har rhizomer i stället för rötter, vilka kan ansamla stora mängder vatten. Andra har i stället rotknöl. Samtliga arter har svärdliknande blad. Växtsaften hos irisarterna innehåller giftiga ämnen, som smakar illa och ger irritation på slemhinnorna.
Blommornas färg varierar mycket beroende på art och odlingsvariant. Vanliga färger är vit, gul, rosa, blå, röd, violett, brun och svart. Den har 6 kronblad varav 3 står upprätt och 3 faller ner. Ett fåtal irisar utvecklas från andra släktmedlemmars rhizom.
De vanligaste odlade artertna:[källa behövs]
- Tyskiris (Iris germanica) som ofta kallas bara iris
- Strandiris (Iris sibirica)
- Japansk iris (Iris ensata)
- Glansiris (Iris laevigata)
- Svärdslilja (Iris pseudacorus).

## Biotop
Irisar med rhizomer vill stå torrt, medan de med rotknölar vill ha vått. De senare används därför ofta som dammväxter.
Arterna är vanliga i tempererade regioner på norra jordklotet.

## Irisar och människan

### Etymologi
Släktnamnet Iris är regnbåge på grekiska. Det anspelar på den rikedom i färgvarianter som olika sorter uppvisar. 

### Kulturhistoria
Irisar har odlats mycket länge. Kyrkogårdsiris (Iris albicans) har exempelvis odlats sedan 1400-talet f.Kr. i Thutmosis III:s botaniska trädgård i Karnak. Odling av trädgårdsiris-hybrider är känd från europeiska kloster under medeltiden, då den var en medicinalväxt.

## Dottertaxa till Irisar, i alfabetisk ordning[1]
Leopardblomssläktet Belamcanda räknas numera till irisarna.

- Iris acutiloba
- Iris adriatica
- Iris afghanica
- Iris aitchisonii
- Iris alberti
- Iris albicans
- Iris albomarginata
- Iris alexeenkoi
- Iris almaatensis
- Iris anguifuga
- Iris antilibanotica
- Iris aphylla
- Iris arenaria
- Iris assadiana
- Iris atrofusca
- Iris atropatana
- Iris atropurpurea
- Babylonisk junoiris (Iris aucheri)
- Iris auranitica
- Iris baldshuanica
- Iris barbatula
- Iris barnumiae
- Iris basaltica
- Iris benacensis
- Iris bicapitata
- Iris biglumis
- Iris binata
- Iris bismarckiana
- Iris bloudowii
- Iris boissieri
- Iris bostrensis
- Iris bracteata
- Iris brevicaulis
- Iris brzhezitzky
- Iris bucharica
- Iris bulleyana
- Iris bungei
- Iris cabulica
- Iris caeciliae
- Iris calabra
- Iris camillae
- Iris capnoides
- Iris carterorum
- Iris cathayensis
- Iris caucasica
- Iris cedreti
- Iris celikii
- Iris chrysographes
- Iris chrysophylla
- Iris clarkei
- Iris colchica
- Iris collettii
- Iris confusa
- Iris cristata
- Iris crocea
- Iris cuniculiformis
- Iris curvifolia
- Iris cycloglossa
- Iris damascena
- Iris danfordiae
- Iris darwasica
- Iris decora
- Iris delavayi
- Iris dichotoma
- Iris doabensis
- Iris dolichosiphon
- Iris domestica
- Iris douglasiana
- Iris drepanophylla
- Iris edomensis
- Iris ensata
- Iris falcifolia
- Iris farreri
- Iris fernaldii
- Iris filifolia
- Iris flexicaulis
- Iris foetidissima
- Iris formosana
- Iris forrestii
- Iris fosteriana
- Iris fulva
- Iris fulvala
- Iris furcata
- Iris galatica
- Iris gatesii
- Tyskiris (Iris germanica)
- Iris giganticaerulea
- Iris glaucescens
- Iris goniocarpa
- Iris gracilipes
- Iris graeberiana
- Iris graminea
- Iris grant-duffii
- Iris griffithii
- Iris grossheimii
- Iris halophila
- Iris hartwegii
- Iris haynei
- Iris hellenica
- Iris henryi
- Iris hermona
- Iris heweri
- Iris hexagona
- Iris heylandiana
- Iris hippolyti
- Iris histrio
- Iris histrioides
- Iris hoogiana
- Iris hookeri
- Iris hookeriana
- Iris humilis
- Iris hymenospatha
- Iris iberica
- Iris imbricata
- Iris innominata
- Iris ivanovae
- Iris japonica
- Iris juncea
- Iris junonia
- Iris kamelinii
- Iris kashmiriana
- Iris kemaonensis
- Iris kerneriana
- Iris kirkwoodiae
- Iris kobasensis
- Iris kobayashii
- Iris koenigii
- Iris kolpakowskiana
- Iris kopetdagensis
- Iris koreana
- Iris korolkowii
- Iris kuschakewiczii
- Iris kuschkensis
- Iris lactea
- Iris lacustris
- Iris laevigata
- Iris latifolia
- Iris latistyla
- Iris lazica
- Iris leptophylla
- Iris leptorrhiza
- Iris lineata
- Iris linifolia
- Iris loczyi
- Iris longipetala
- Iris longiscapa
- Iris lortetii
- Iris ludwigii
- Iris lusitanica
- Iris lutescens
- Iris maackii
- Iris macrosiphon
- Iris magnifica
- Iris mandshurica
- Iris maracandica
- Iris mariae
- Iris marsica
- Iris masia
- Iris meda
- Iris microglossa
- Iris milesii
- Iris minutoaurea
- Iris missouriensis
- Iris munzii
- Iris mzchetica
- Iris nantouensis
- Iris narbutii
- Iris narcissiflora
- Iris narynensis
- Iris nectarifera
- Iris nelsonii
- Iris neoensata
- Iris neosetosa
- Iris neumayeri
- Iris nezahatiae
- Iris nicolai
- Iris nigricans
- Iris notha
- Iris nusairiensis
- Iris odaesanensis
- Iris odontostyla
- Iris orchioides
- Iris orientalis
- Iris orjenii
- Iris oxypetala
- Iris palaestina
- Iris pallasii
- Iris pallida
- Iris pamphylica
- Iris paradoxa
- Iris parvula
- Iris perrieri
- Iris persica
- Iris petrana
- Iris planifolia
- Iris platyptera
- Iris pontica
- Iris popovii
- Iris porphyrochrysa
- Iris postii
- Iris potaninii
- Iris prismatica
- Iris proantha
- Iris psammocola
- Iris pseudacorus
- Iris pseudocapnoides
- Iris pseudocaucasica
- Iris pseudonotha
- Iris pseudopumila
- Iris pskemensis
- Iris pumila
- Iris purdyi
- Iris purpureobractea
- Iris qinghainica
- Iris regis-uzziae
- Iris reichenbachii
- Iris relicta
- Iris reticulata
- Iris revoluta
- Iris robusta
- Iris rosenbachiana
- Iris rossii
- Iris ruthenica
- Iris rutherfordii
- Iris sancti-cyri
- Iris sanguinea
- Iris sari
- Iris savannarum
- Iris scariosa
- Iris schachtii
- Iris schelkowinkowii
- Iris schischkinii
- Iris serotina
- Iris setina
- Iris setosa
- Iris setosothungbergii
- Iris sibirica
- Iris sinistra
- Iris sintenisii
- Iris songarica
- Iris speculatrix
- Iris sprengeri
- Iris spuria
- Iris staintonii
- Iris stenophylla
- Iris stocksii
- Iris stolonifera
- Iris suaveolens
- Iris subdecolorata
- Iris subdichotoma
- Iris susiana
- Iris swensoniana
- Iris tadshikorum
- Iris taochia
- Iris tectorum
- Iris tenax
- Iris tenuifolia
- Iris tenuis
- Iris tenuissima
- Iris thompsonii
- Iris tigridia
- Iris timofejewii
- Iris tingitana
- Iris tridentata
- Iris tubergeniana
- Iris tuberosa
- Iris typhifolia
- Iris unguicularis
- Iris uniflora
- Iris variegata
- Iris warleyensis
- Iris vartanii
- Iris wattii
- Iris wendelboi
- Iris ventricosa
- Iris verna
- Iris versicolor
- Iris westii
- Iris vicaria
- Iris willmottiana
- Iris wilsonii
- Iris vinicolor
- Iris winkleri
- Iris winogradowii
- Iris violipurpurea
- Iris virginica
- Iris vorobievii
- Iris vvedenskyi
- Iris xanthochlora
- Iris xanthospuria
- Iris xiphium
- Iris yebrudii
- Iris zagrica

## Bilder

Frön och fröhus
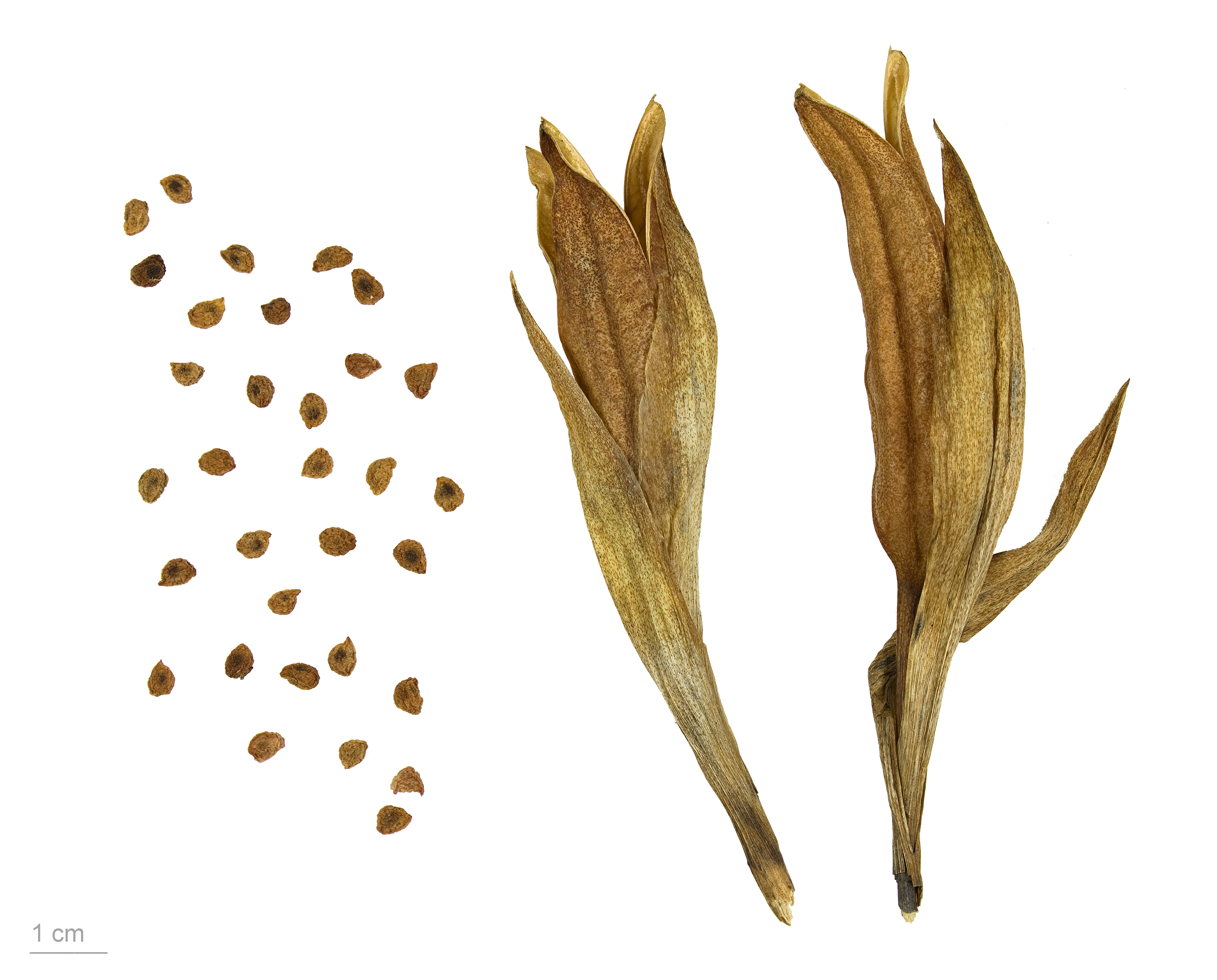
Iris latifolia
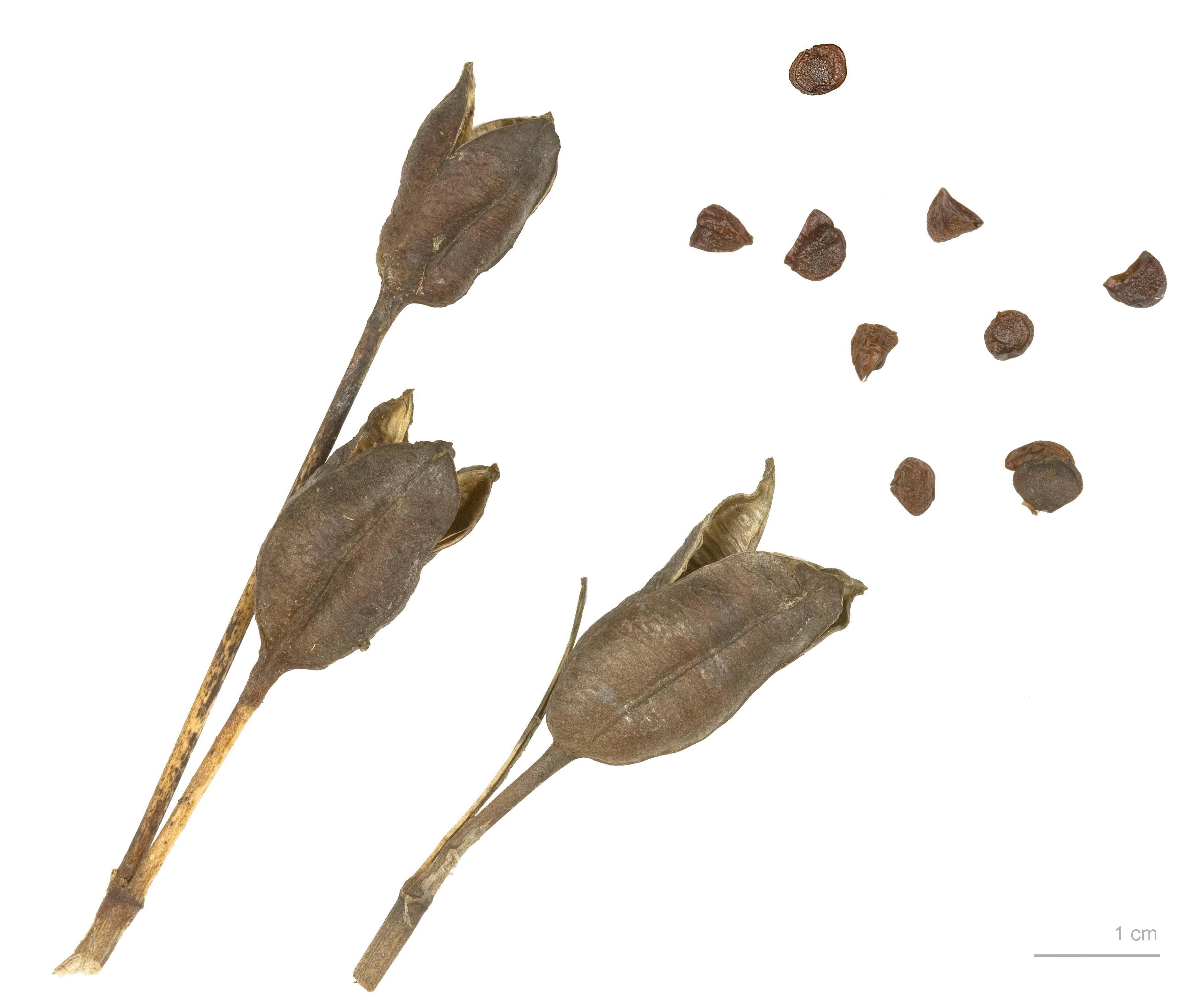
Iris sibirica
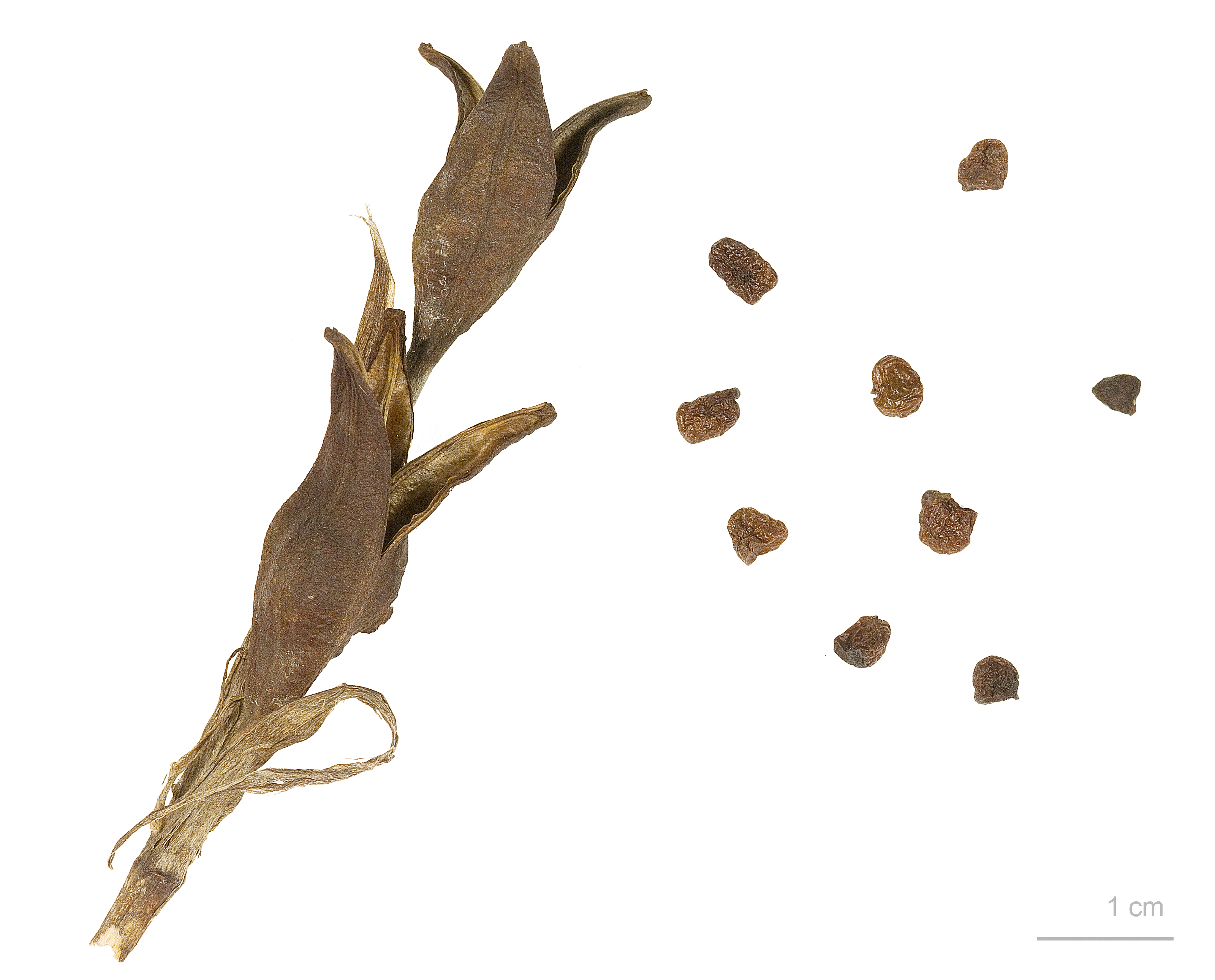
Iris versicolor

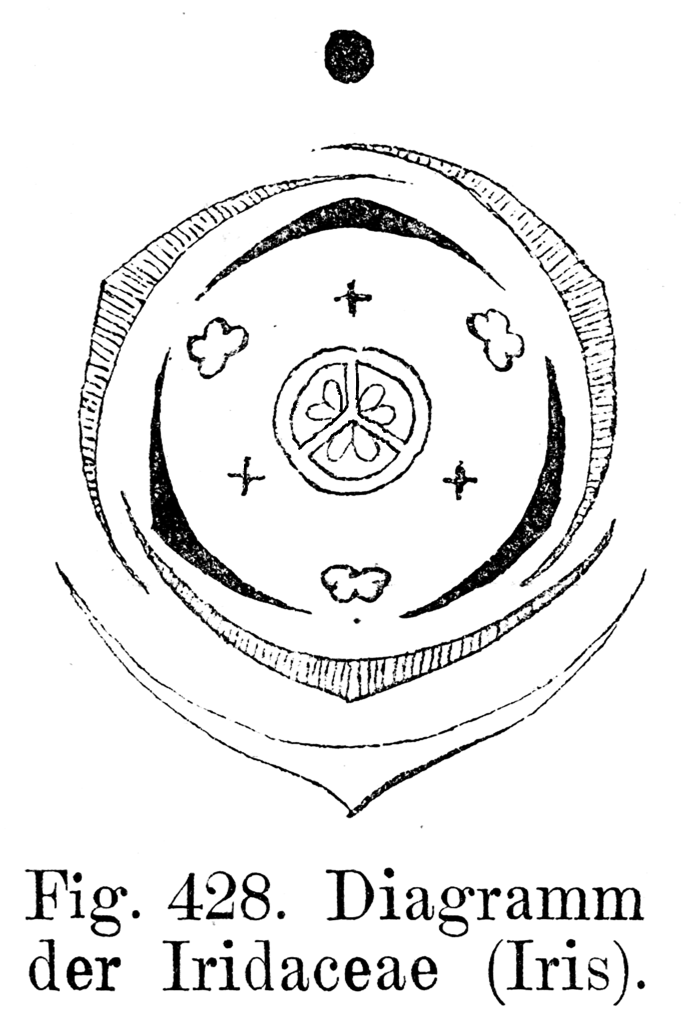
Blomdiagram för Iris-släktet I mitten syns den tre-rummiga frökapseln uppskuren
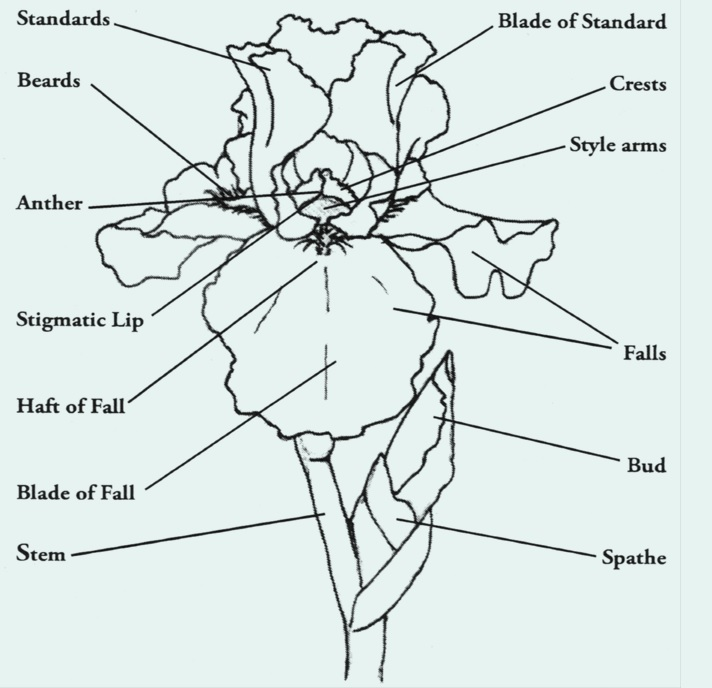
Blommans delar: Anther = ståndareknapp Beards = hår Blade of Fall = Bud = knopp Blade of Standard = stödblad Crests =
Falls =
Haft of Fall = -skaft
Standards =< stödbr>Stigmatic Lip = fläckig läpp
Style Arms =
Spathe = hölster
Stem = stjälk